# Pintu Air (Pangkalan Susu)
Pintu Air is een bestuurslaag in het regentschap Langkat van de provincie Noord-Sumatra, Indonesië. Pintu Air telt 1608 inwoners (volkstelling 2010).